# Cheval de l'île de Cumberland
Vous lisez un « bon article » labellisé en 2018.
Les chevaux de l'île de Cumberland sont un groupe de chevaux retournés à l'état sauvage, vivant sur l'île de Cumberland, dans l'État américain de Géorgie. La légende populaire veut que ces animaux soient arrivés sur l'île au XVIe siècle, avec des conquistadors espagnols. Il est peu probable que des chevaux laissés par les Espagnols aient survécu. La population actuelle descend vraisemblablement de chevaux amenés sur l'île au XVIIIe siècle par les Anglais. L'île de Cumberland est devenue une zone protégée (Cumberland Island National Seashore) en 1972, avec la création du National Park Service (NPS). Ces chevaux sont similaires aux spécimens vivant sur les îles de Chincoteague (en Virginie) et d'Assateague (dans le Maryland). Le nombre d'individus est estimé entre 150 et 200 sur l'île. Ils ont une espérance de vie relativement courte, à cause de parasites, de maladies et de l'environnement hostile. En 2000, une étude comportementale montre que cette population est marquée par une certaine instabilité, avec un grand nombre d'étalons dominants, une rapide dispersion des jeunes chevaux, et une fréquence élevée de changement de groupes chez les juments.
Les troupeaux ont régulièrement été étudiés depuis la fin des années 1980. Les chercheurs recommandent diverses stratégies de gestion, selon l'angle de leurs études. La taille actuelle des troupeaux ayant un impact négatif sur l'environnement de l'île, les chercheurs concentrés sur les questions environnementales recommandent une réduction sévère du nombre de chevaux. D'autres chercheurs, étudiant la variété génétique, ont estimé qu'un cheptel de taille avoisinant l'actuelle est nécessaire pour éviter la consanguinité, mais également que ces chevaux ne sont pas génétiquement suffisamment particuliers pour justifier d'une protection spéciale. Le National Park Service n'a pas de plan de gestion de cette population. Ses efforts pour en créer un ont été bloqués par Jack Kingston, un membre géorgien de la Chambre des représentants des États-Unis.

## Histoire

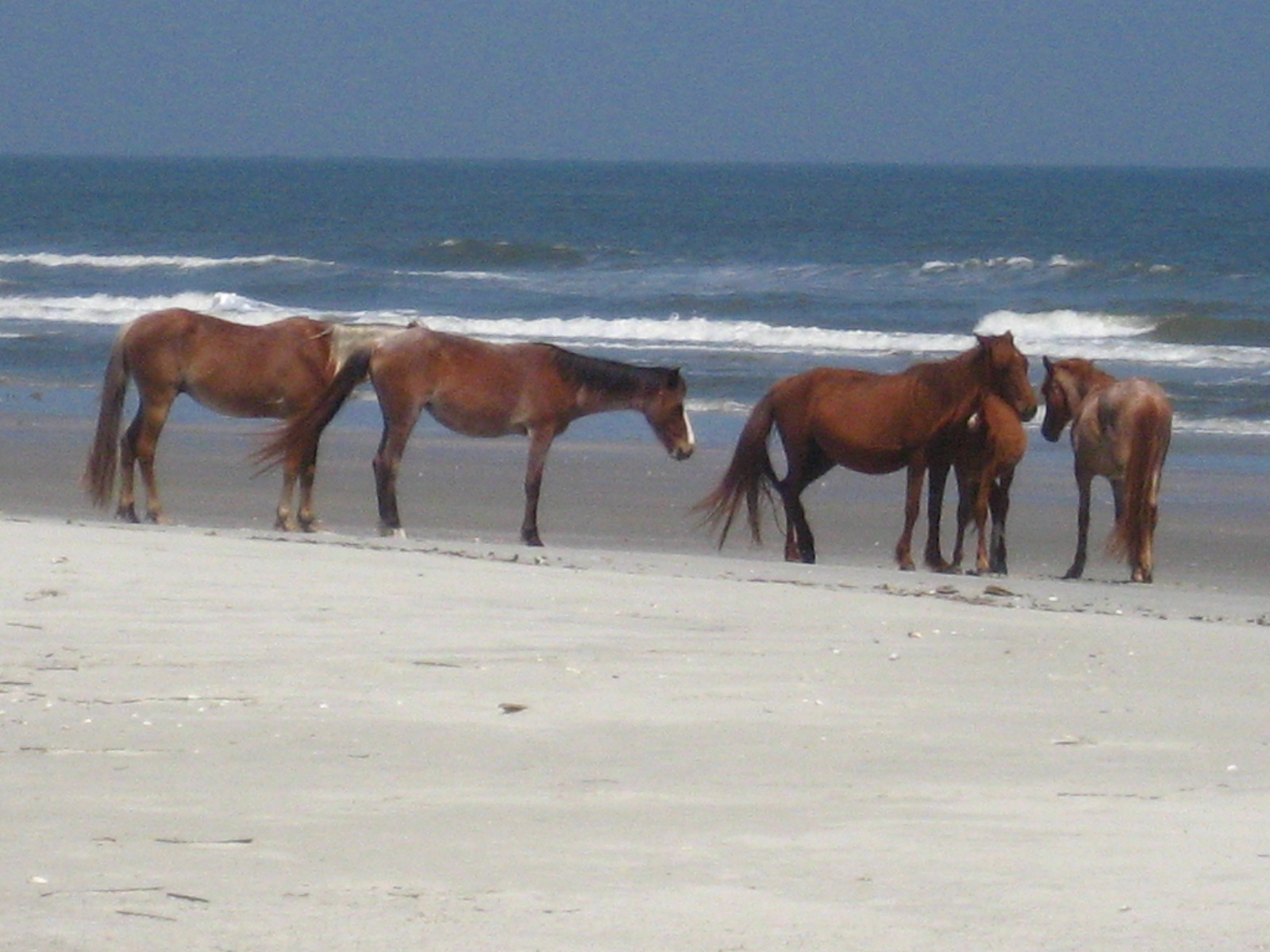
Groupe de chevaux de Cumberland sur la plage

Ces chevaux ne sont pas originaires de l'île de Cumberland. Le mythe populaire raconte qu'ils y ont été amenés par des conquistadors Espagnols au XVIe siècle,. Cependant, en raison de la  rareté des visites faites par les Espagnols sur l'île, il est très peu probable que ces premiers chevaux aient survécu, les Amérindiens ne leur trouvant qu'un petit aspect pratique. Au XVIIIe siècle, des colons anglais s'installent sur l'île. La plus ancienne source écrite attestant l'existence de chevaux en ces lieux est une lettre d'un certain Phineas Miller adressée à Edward Rutledge en 1788. 
Les chevaux survivants pourraient être descendants des animaux amenés par ces Anglais, la large majorité vivant libres, mais aucune étude ne permet de savoir si la population du XVIIIe siècle est génétiquement l'ancêtre de l'actuelle. Ces chevaux sont revenus à leur état sauvage naturel. Robert Stafford, propriétaire d'une plantation sur l'île, pourrait avoir importé des chevaux dans les années 1850. Stafford surnomme les chevaux sauvages locaux des marsh tackies, par probable influence du mot africain de l'Ouest « taki », qui désigne un cheval. Le général confédéré William G. M. Davis montre un intérêt pour l'amélioration des chevaux de l'île. Vers 1881, Thomas M. Carnegie achète deux plantations sur l'île, et introduit des Tennessee Walkers, des Paso Finos et des chevaux arabes parmi la population sauvage. Carnegie tire un faible revenu de l'achat et de la vente de ces animaux. En 1888, le Jekyll Island Club vend une partie de ses chevaux à Carnegie. Plus tard, des habitants de l'île introduisent des juments parmi les troupeaux insulaires, dans le but d'améliorer la qualité générale de ce groupe d'équidé. En 1921, un grand nombre de Mustang ont été amenés sur l'île depuis Globe, dans l'Arizona,. Ils sont tous devenus sauvages, dans une zone réservée à la chasse,.
Le NPS acquiert l'île en 1972 et la déclare protégée. Depuis, peu de chevaux ont été introduits sur l'île de Cumberland, bien que quatre chevaux arabes aient été introduits au début des années 1990, dans l'espoir de diversifier et d'améliorer la population existante. Depuis 1981, le NPS surveille la population de chevaux et son impact sur l'environnement. Entre 1986 et 1990, la population croît d'environ 4,3 % par an. En 1991, une épidémie d'encéphalite équine tue 40 chevaux, soit environ 18 % du cheptel. En 1992, le NPS décide d'adopter un plan de gestion.

## Description

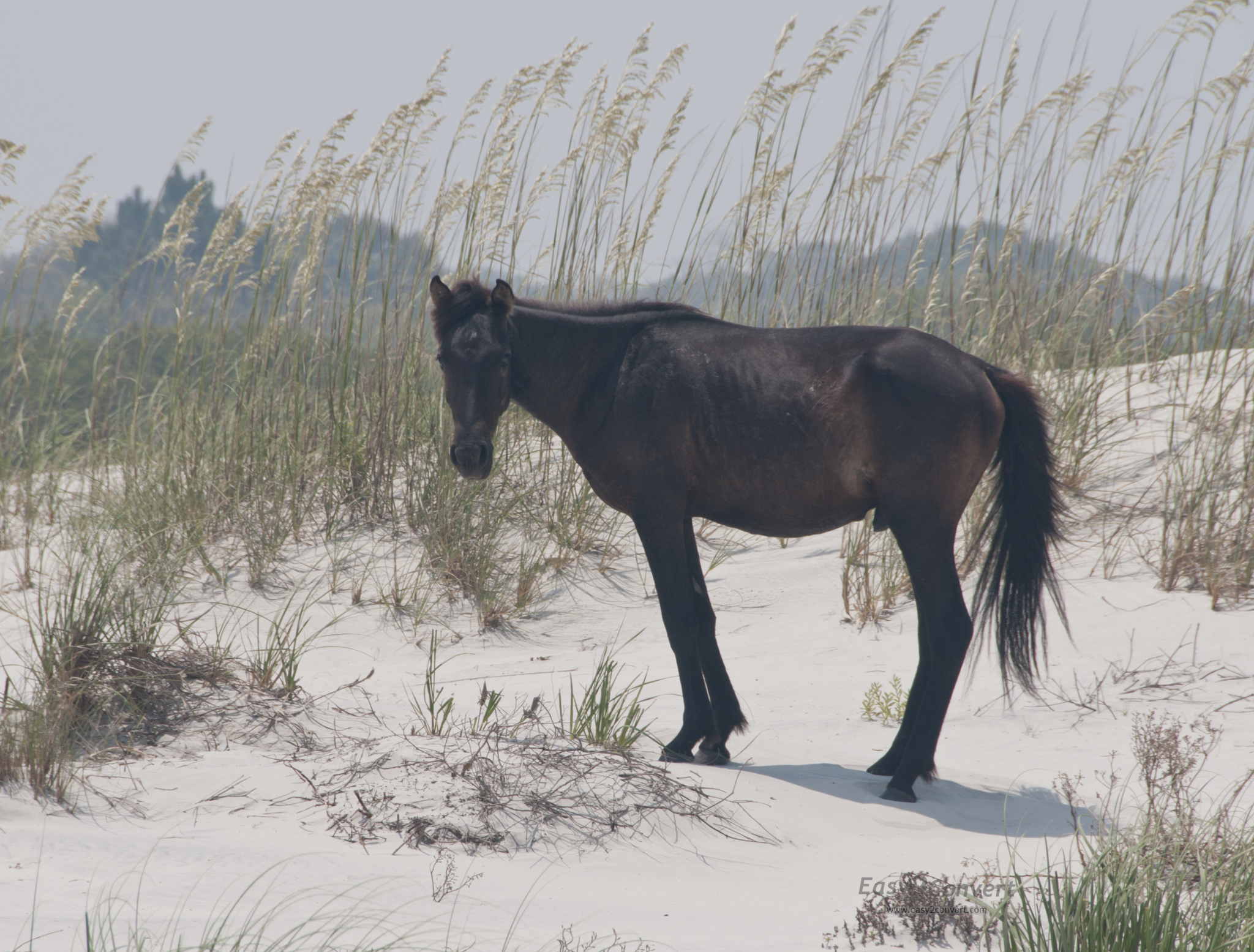
Jeune étalon noir sur l'île de Cumberland.

Ce sont de petits chevaux, de conformation solide. Leur espérance de vie est d'environ la moitié de celle de leurs ancêtres, à cause de parasites et de maladies. Ils souffrent aussi de problèmes digestifs causés par l'ingestion d'une grande quantité de sable, qui provoque des blocages intestinaux ainsi que des distensions abdominales.
Une étude publiée en 2009 par des chercheurs de l'université de Géorgie et du US Fish and Wildlife Service (Service américain de gestion des poissons et de la faune sauvage) a analysé les données collectées entre 1986 et 1990 dans le but de mieux comprendre la dynamique des troupeaux de l'île de Cumberland. L'étude montre une forte instabilité chez cette population, les juments ne formant pas de relations proches avec les autres individus, et changeant souvent d'étalon avec lequel elles forment un harem. Les jeunes chevaux se dispersent rapidement. Les chercheurs attribuent la cause de ces phénomènes au territoire restreint, avec des troupeaux occupant ce même territoire, ainsi qu'au nombre élevé d'étalons sans juments. Ils ont constaté une forte présence d'étalons co-dominants, c'est-à-dire plusieurs étalons menant un groupe, et alternant la reproduction avec les juments de ce troupeau. Les poulains nés sur l'île ont moins de chances de survie par comparaison à des poulains de même type dans l'Ouest de États-Unis, avec des taux respectifs de 58,8-61,1 % et 80 %. La mortalité se révèle particulièrement élevée chez les animaux nés après le 1er juin, ce qui a été attribué aux températures plus élevées, à la présence plus importante d'insectes, ainsi qu'à la disponibilité réduite de nourriture. Le nombre de chevaux dans les troupeaux de l'île de Cumberland est comparable aux groupes de l'Ouest des États-Unis, et à ceux de certaines îles de l'Est. Cependant, les chevaux d'Assateague et de Shackleford Banks forment des troupeaux plus larges, avec des moyennes respectives de 8,1 et 12,3 chevaux.

## Controverses et gestion

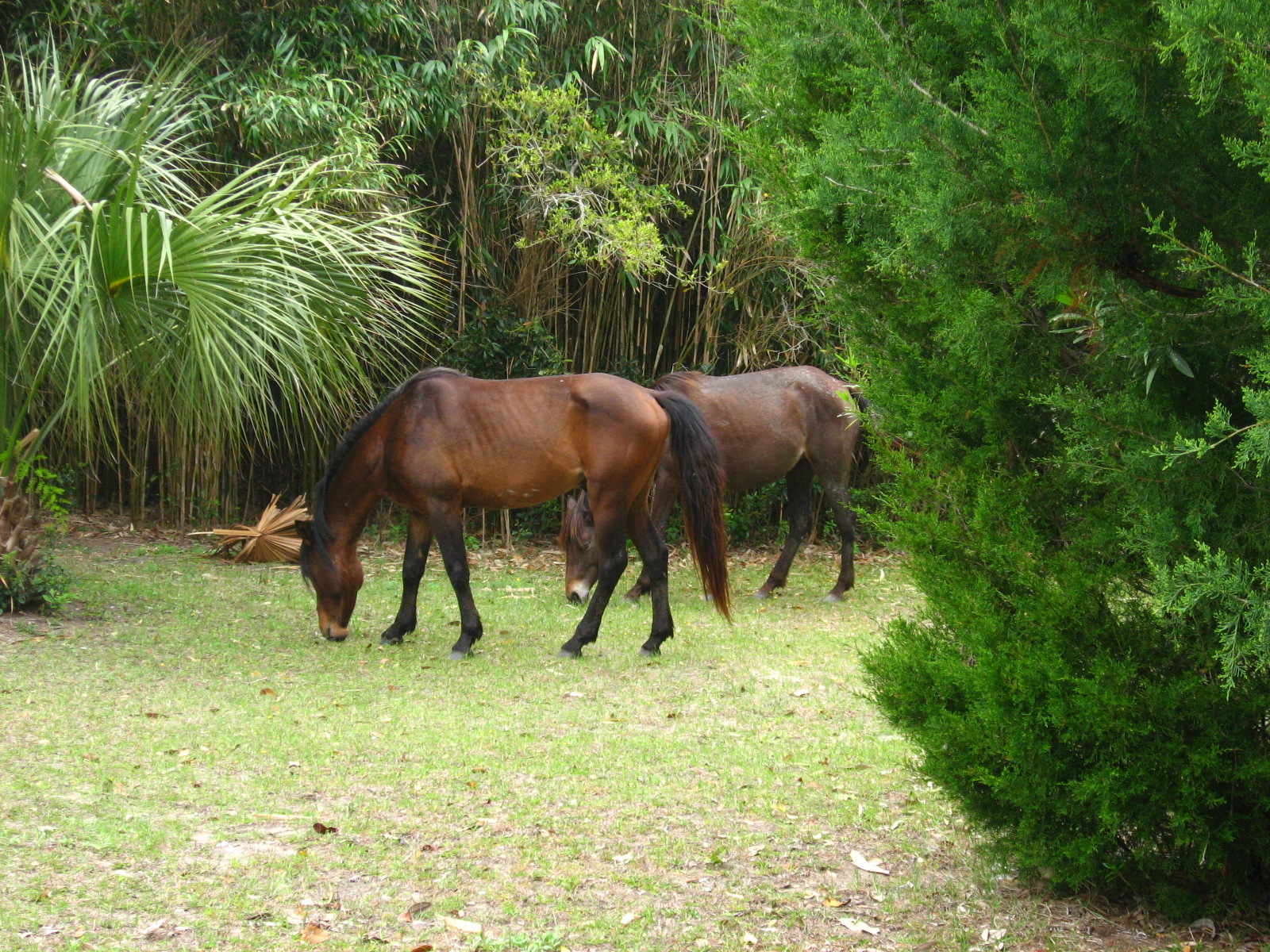
Chevaux de Cumberland parmi la végétation de l'île.

Une étude préliminaire publiée en 1988 par une chercheuse du Oak Ridge National Laboratory a montré que la population de l'époque, 180 chevaux, était trop importante au regard des pâturages disponibles sur l'île. Elle a recommandé une réduction de la taille de la population à un cheptel de 49 à 73 animaux, assurant qu'il s'agit du nombre maximal que l'île puisse accueillir sans dommage sur la végétation. L'étude a montré que les chevaux réduisent significativement la quantité de plantes sur l'île, et empêchent la future croissance de plantes, à cause du piétinement. Une étude de la diversité génétique des troupeaux sauvages des îles de l'est des États-Unis, publiée en 1991, a été conduite par des chercheurs de l'université de Géorgie et l'université du Kentucky. L'étude en conclut qu'un troupeau de 122 individus au minimum est nécessaire pour éviter la consanguinité. Les chercheurs ont notifié qu'ils ne prenaient alors en compte que les chevaux en eux-mêmes, et pas les éventuelles dégradations environnementales qu'un trop grand nombre de troupeaux pourrait provoquer. De plus, il a été souligné qu'à cause du grand nombre de chevaux introduits depuis l'extérieur de l'île, les équidés de l'île de Cumberland ne sont pas génétiquement uniques. À la suite de ce rapport et du risque pour l'environnement, il a été conclu que les chevaux n'ont ni les caractéristiques génétiques requises, ni les caractéristiques environnementales requises des chevaux sauvages sur terrains publics, et que cette population devrait être réduite ou complément supprimée. Les chercheurs ont cependant précisé que leurs analyses ne prenaient pas en compte les éléments « culturels et historiques locaux », mais uniquement l'environnement et la génétique.
À partir de 1995, le NPS développe un plan de gestion des chevaux de l'île de Cumberland. Après avoir compilé les informations, et édité un brouillon d'évaluation environnemental début 1996, le NPS recueille les commentaires du public sur un potentiel plan de gestion. L'opinion publique est alors clairement divisée, les environnementalistes approuvant le plan, qui aurait probablement débouché sur une réduction ou une disparition des troupeaux, les protecteurs des droits des animaux ainsi que les résidents de l'île s'opposant au plan. Cependant, avant qu'un plan puisse être adopté, le représentant Jack Kingston ajoute une réserve dans un texte de loi fédéral, empêchant tout plan de gestion de ces chevaux. Kingston a fait ce changement au texte après avoir visité l'île, mais sans consultation préalable du NPS. Il a initialement déclaré qu'il n'avait pas personnellement vu de dommages significatifs sur l'île causés par les chevaux, et que la taille des troupeaux avait diminué. Cependant, il a refusé subséquemment de s'étendre sur ses observations quant aux dommages sur l'île. Cette réserve a expiré en 1997, mais elle a stoppé le plan de gestion. L'étude publiée en 2000 recommande une stratégie de gestion qui réduirait la population à une taille recommandée pour l'environnement, grâce à une combinaison d'adoption par des privés en dehors de l'île, et à l'utilisation de contraceptifs. Les chercheurs recommandent de concentrer l'utilisation des contraceptifs sur les juments, à cause du grand nombre d'étalons.
En 2009, une étude est conduite par la « Warnell School of Forestry and Natural Resources » à l'université de Georgie pour déterminer l'opinion publique sur la gestion de la vie sauvage de l'île. 68 % des visiteurs interrogés pensent que les chevaux dégradent l'habitat de l'île, il n'y a pas de consensus concernant ce problème. La majorité des visiteurs préfèrent les méthodes de gestion non létales, et sont opposés à l'absence de gestion du problème ou à l'éradication complète des troupeaux. Les gestionnaires du parc ont déduit que les chevaux sont populaires aux yeux des visiteurs, mais aussi destructeurs pour l'écosystème de la plage, l'érosion ayant augmenté dans les zones où les chevaux mangent l'herbe, le sable la remplaçant. Le rapport de la NPCA en 2009 a souligné l'impact négatif des chevaux sur l'environnement de l'île, et approuvé les études déduisant que la population optimale d'animaux se situe entre 50 et 70. Le rapport a aussi noté le défi particulier que constitue la gestion des populations avec l'attrait public et politique que constitue l'animal, mais a rappelé qu'un plan de gestion est nécessaire. Les solutions proposées par la NPCA incluent l'éradication de ces chevaux, le confinement d'une partie des troupeaux sur une portion de l'île, et l'usage de contraceptifs pour réduire la taille du cheptel. En avril 2014, il n'y a toujours pas de plan de gestion publié par le NPS, qui considère ces chevaux comme sauvages, libres de se déplacer, et non contrôlés.

## Utilisations
Au XIXe siècle, plusieurs tentatives pour capturer et utiliser ces chevaux sont mentionnées. Les premiers essais sont dus au propriétaire de la plantation de l'île, Robert Stafford, qui autorise les visiteurs de l'île de Cumberland à acheter et capturer ces chevaux. Il travaille avec des cow-boys, qui paient cinq dollars par cheval capturé. 
Les chevaux ont ensuite été utilisés comme animaux de cavalerie pendant la guerre de Sécession américaine. Après la guerre, il est vraisemblable que les habitants de l'île de Jekyll aient capturé quelques chevaux pour leur viande.

## Diffusion et impact culturel

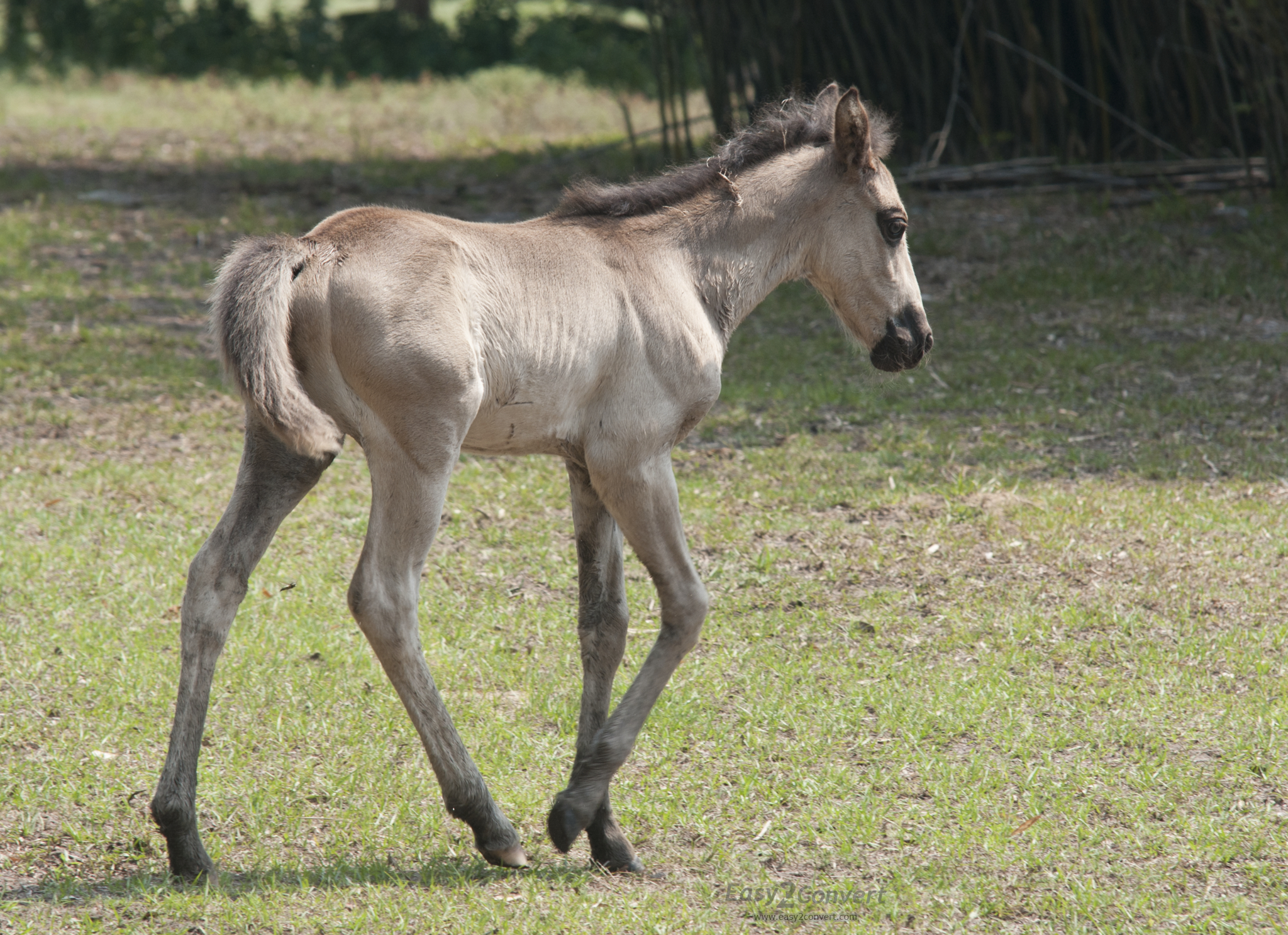
Poulain nouveau-né

Il s'agit d'une population équine réduite, propre à l'île de Cumberland. Cette île de 95 km2 est à 80 % une zone protégée. Une évaluation de cette zone protégée par la National Parks Conservation Association (NPCA) en 2009 a estimé qu'environ 200 chevaux sauvages vivent dans cet environnement. En 2010, 121 chevaux ont été comptés pendant le recensement annuel. Les recensements menés entre 2000 et 2010 dénombrent entre 120 et 154 chevaux. Tous les chevaux ne sont pas comptés à cette occasion. L'équipe de gestion du parc estime qu'il manque environ 50 chevaux à chaque recensement, amenant le chiffre de 2010 à 170 chevaux.
Le chroniqueur et écrivain français Homéric cite les chevaux de Cumberland parmi les derniers chevaux domestiqués retournés à la vie « sauvage ». La population sur l'île de Cumberland représente l'un des sept groupes de chevaux sauvages sur les îles barrières des États-Unis.